# Canta Miguelito Valdés
Canta Miguelito Valdés es un disco compilatorio de éxitos donde la Orquesta de Noro Morales acompaña en seis números al cantante cubano, que entona ritmos de Cuba, grabado en agosto de 1957. Es el sexto long play compilado donde incluyen también los seis números que grabara el famoso Mr. Babalú con La Sonora Matancera en 1951.

## Canciones
1. Arroz con Manteca*
2. Tambó
3. Roncana
4. Lacho
5. A Pasarse un Pollo*
6. Se Formó el Rumbón*
7. Egüemío*
8. Te Quiero... Dijiste?
9. En el Extranjero*
10. Amor Sagrado
11. Zambelé*
12. Adiosito

(*) Interpretados con la Sonora Matancera
- Datos: Q5747668